# Urtatagai
L'isola di Urtatagai (nota anche come Urta-Tagay, in russo: Урта-Тагай) è un'isola fluviale del fiume Panj, in Afghanistan settentrionale, al confine con il Tagikistan.
Si trova fra le cittadine di Farkhor e Yangi Qala, ed appartiene alla provincia di Takhar, in Afghanistan. L'isola fu oggetto di due conflitti tra Russia ed Afghanistan per il suo controllo: uno nel 1913 e un altro nel 1925.
Al termine del conflitto del 1925-26 le sorti dell'isola vennero affidate ad una commissione bilaterale, che decise in favore del riconoscimento dell'isola all'Afghanistan.